# 由良タクシー (鳥取県)
由良タクシー（ゆらタクシー）は、鳥取県東伯郡北栄町に本社がある、タクシーを運行する事業者である。

## 歴史
- 2006年（平成18年）10月1日 日ノ丸自動車の西高尾 - 由良駅 - 台場公園線の廃止に伴い、予約制乗合タクシーを運行開始。

## 各営業所（車庫）所在地
- 鳥取県東伯郡北栄町由良宿583番地1

## 路線
詳細な運行案内は#外部リンクを参照のこと。
- 利用の際は1時間前までに予約センターへ要電話予約。
- 運賃は大人200円、小学生・幼児100円、乳児は無料。
- 全便年末年始（12月30日 - 1月3日）運休。

### 北栄町乗りあいタクシー
- レークサイド大栄 - 西高尾 - 亀谷 - 由良駅 - 青山剛昌ふるさと館